# Riemenwurmkrankheit
Die Riemenwurmkrankheit (Ligulose oder Ligulosis) ist eine durch den Riemenwurm (Ligula intestinalis) hervorgerufene Parasitose bei Süßwasserfischen. Die Erkrankung kommt vor allem in Russland und der Türkei vor, aber auch andere europäische Länder, Nordamerika und weite Teile Asiens sind betroffen. Durch den Handel mit Fischen und durch Zugvögel hat sich der Parasit mittlerweile auch auf Süßwassersysteme Afrikas und Ozeaniens ausgebreitet.
Der Riemenwurm hat einen zweifachen Wirtswechsel. Erster Zwischenwirt sind Ruderfußkrebse, mit denen die zweite Larve von Fischen (vor allem Karpfenartigen) aufgenommen wird. In deren Leibeshöhle entwickelt sich das dritte Larvenstadium (Vollfinne oder Plerozerkoid). Endwirt sind fleischfressende Vögel, die Parasiteneier mit dem Kot ausscheiden, aus denen sich die erste Larve entwickelt. Die Erkrankung kommt in stehenden oder langsam fließenden Gewässern mit bewachsenen Uferzonen vor. Die Übertragung auf andere Gewässer wird durch die hohe Mobilität der Vögel begünstigt.
Das Plerozerkoid (Finnenstadium) kann mehrere Jahre im Fisch persistieren und eine Größe annehmen, die die des Fisches übersteigt. Befallene Tiere zeigen eine stark aufgetriebene Leibeshöhle und eine Störung des Schwimmverhaltens. Sie halten sich häufig an der Oberfläche auf und werden so leichter Beute von Vögeln. Die raumfordernden Finnen führen zu Organschäden und können auch nach außen durchbrechen, was den Tod des Fisches bedeutet. Die Sterblichkeit wird mit etwa 50 % angegeben. Bereits kleine Finnen können eine Fehlfunktion der Geschlechtsorgane auslösen, neben der mechanischen Schädigung werden auch hormonelle Faktoren dafür verantwortlich gemacht.
Die Dezimierung betroffener Fischarten kann zu einer Verschiebung der Artzusammensetzung in Gewässern führen. Wirtschaftliche Verluste sind in der Haltung von Brachsen, Rotaugen und Silberkarpfen von großer Bedeutung, vor allem in Russland und China. Die Bekämpfung ist schwierig. Zur Minimierung der Gewässerbelastung können befallene Fische aus den oberflächlichen Uferbereichen abgefischt werden. Auch der Besatz mit Raubfischen wie dem Zander kann den Befall mindern, da diese befallene Fische leicht erbeuten können, die Finne sich aber im Raubfisch nicht weiterentwickeln kann. Fischteiche können mit Netzen vor Vögeln gesichert werden. Angler sollten Innereien von Fischen nicht in das Gewässer entlassen. In der intensiven Fischzucht kann auch das Zooplankton abfiltriert werden. Nach dem Abfischen wird dann das Wasser abgelassen und der Teichboden gekalkt. Chemische oder medikamentöse Verfahren gegen Parasiten oder Zwischenwirte sind teuer und haben meist auch toxische Effekte auf die Fische.